# گغادزور
گغادزور (به ارمنی: Գեղաձոր) یک شهرک در ارمنستان است که در استان آراگاتسوتن واقع شده‌است. گغادزور در ۵۵ کیلومتری شمال غرب آشتاراک، مرکز استان آراگاتسوتن واقع شده‌است.

## خصوصیات
گغادزور ۱٬۰۹۹ نفر جمعیت دارد و در ۲۱۹۰ ارتفاع متر بالاتر از سطح دریا قرار گرفته‌است.
| سال   | ۱۸۳۱ | ۱۸۹۷ | ۱۹۱۴ | ۱۹۲۶ | ۱۹۳۹ | ۱۹۵۹ | ۱۹۷۰ | ۱۹۷۹ | ۲۰۰۱ | ۲۰۰۴ |
| جمعیت | ۶۸   | ۶۱۸  | ۸۹۴  | ۶۲۳  | ۱۰۵۹ | ۶۹۴  | ۹۰۸  | ۸۴۷  | ۱۰۹۹ | ۱۱۹۲ |